# Irene Steer
Irene Steer (Reino Unido, 10 de agosto de 1889-18 de abril de 1977) fue una nadadora británica especializada en pruebas de estilo libre, donde consiguió ser campeona olímpica en 1912 en los 4 x 100 metros.

## Carrera deportiva

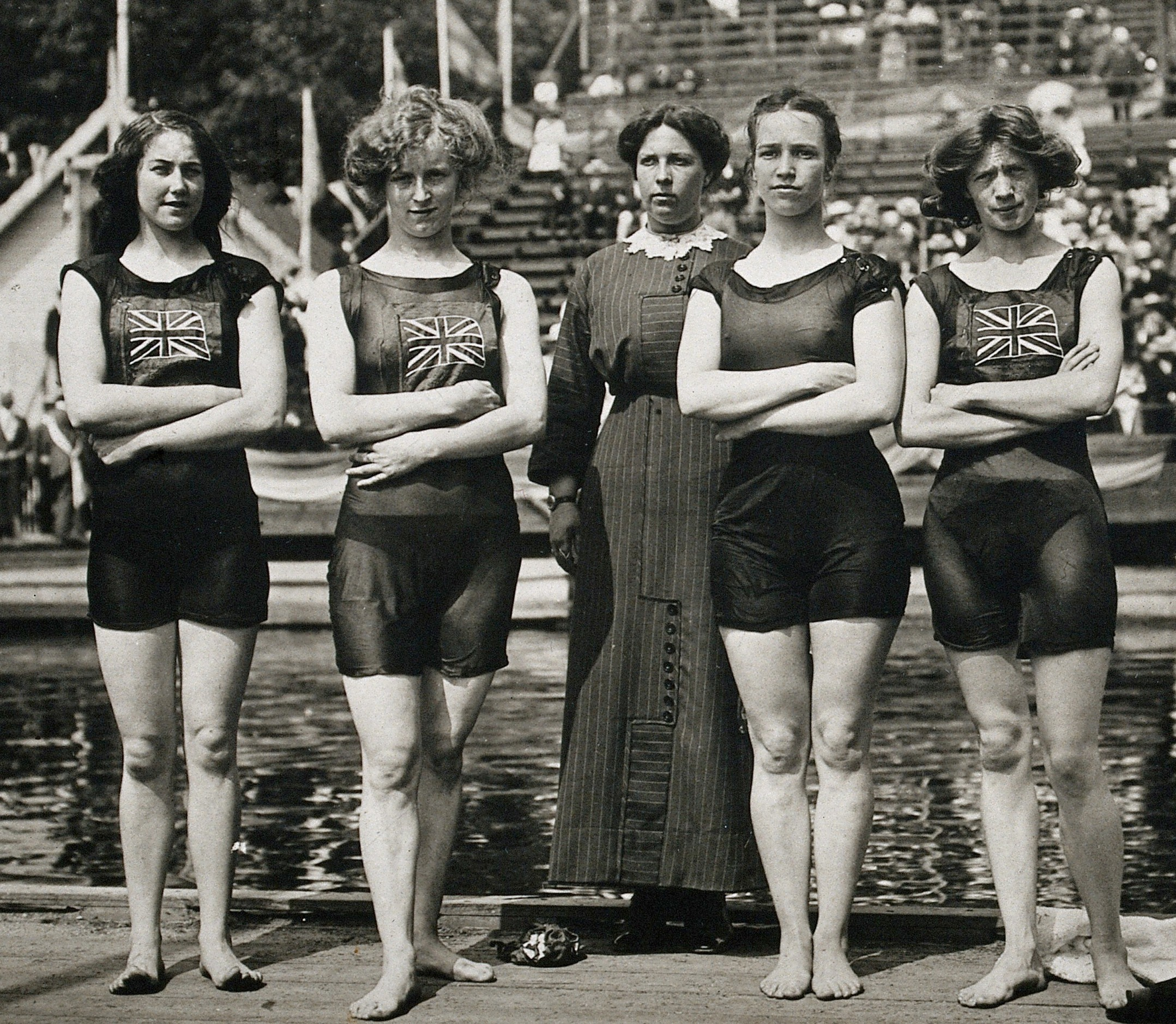
Belle Moore, Jennie Fletcher, Annie Speirs y Irene Steer en las Olimpiadas de Estocolmo 1912

En los Juegos Olímpicos de Estocolmo 1912 ganó la medalla de oro en los relevos de 4 x 100 metros estilo libre, con un tiempo de 5:52.6 segundos, por delante de Alemania (plata) y Austria (bronce con 6:17.0 segundos); sus compañeras de equipo fueron las nadadoras: Belle Moore, Jennie Fletcher y Annie Speirs.